# Sveno Andreæ Wibelius
Sveno Andreæ Wibelius, född i Viby församling i Närke, död 10 augusti 1668 i Brunskogs församling, Värmlands län, var en svensk präst.

## Biografi
Sveno Andreæ Wibelius föddes i Viby församling i Närke. Han blev 1618 komminister i Fryksände församling och 18 februari 1643 kyrkoherde i Brunskogs församling, tillträdde direkt. Wibelius avsade sig befattningen som kyrkoherde 18 februari 1668, då han inte längre kunde utföra sitt arbete. Han avled 1668 i Brunskogs församling.

### Familj
Wibelius gifte sig första gången med en okänd kvinna. De fick tillsammans barnen Margaretha Wibelia som var gift med kyrkoherden Nicolaus Pauli Brunskogius i Brunskogs församling och en dotter.
Wibelius gifte sig andra gången med änkan efter kyrkoherden Paulus Nicolai Wermius i Brunskogs församling.